# Ramaswamy Gnanasekharan
Ramaswamy Gnanasekharan (ur. 5 stycznia 1954) – indyjski lekkoatleta, sprinter.
W 1975 został brązowym medalistą mistrzostw Azji na 100 m z czasem 11,18 s.
W 1978 zdobył dwa medale igrzysk azjatyckich: złoty na 200 m z czasem 21,42 s i srebrny na 100 m z czasem 10,60 s.